# Bairak, Poltava
Bairak (în ucraineană Байрак) este un sat în comuna Maciuhî din raionul Poltava, regiunea Poltava, Ucraina.

## Demografie
Componența lingvistică a localității Bairak
     Ucraineană (98,8%)
     Rusă (1,2%)
Conform recensământului din 2001, majoritatea populației localității Bairak era vorbitoare de ucraineană (98,8%), existând în minoritate și vorbitori de rusă (1,2%).